# Granitoide

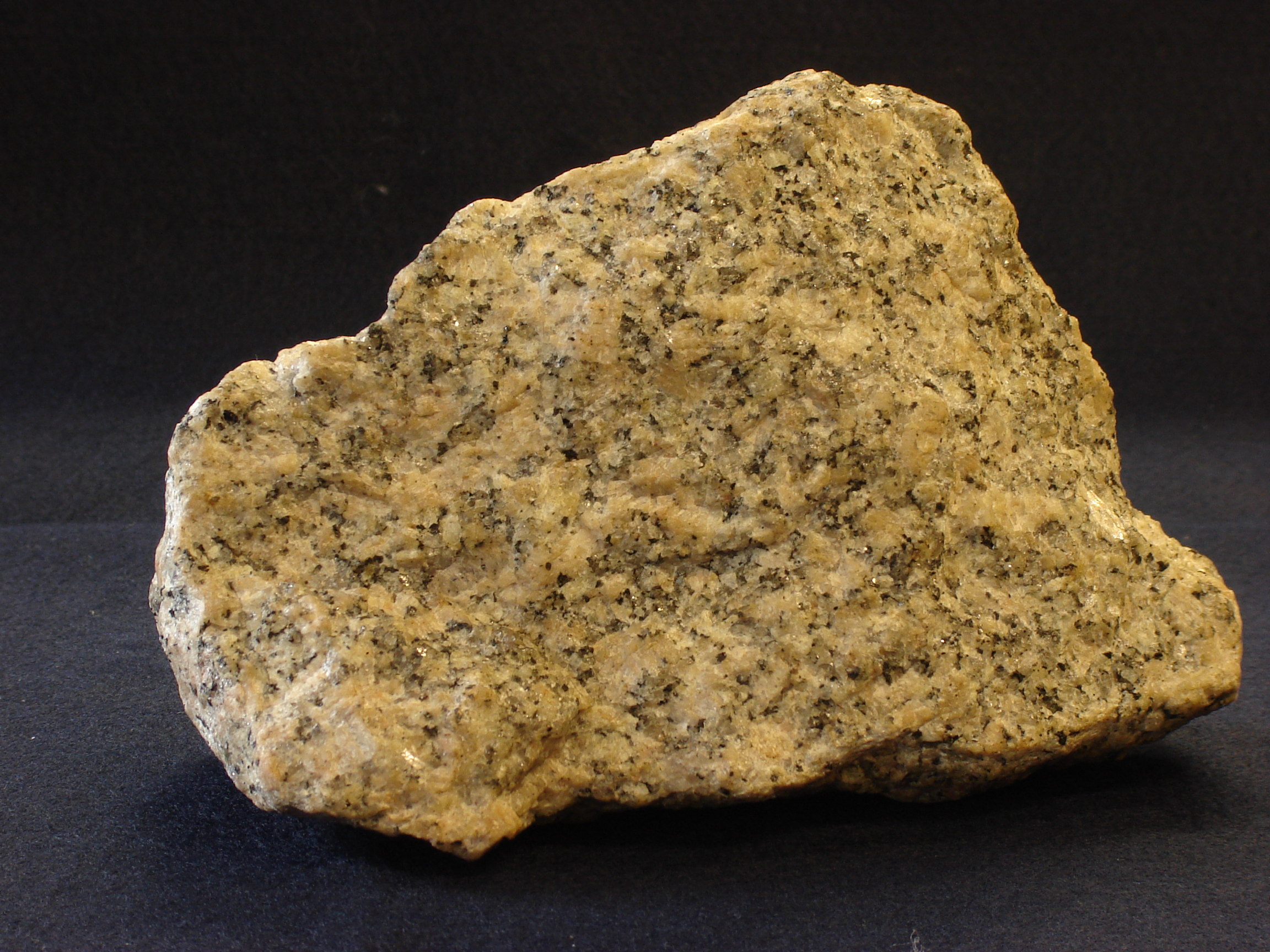
Muestra de una roca de granito

Un granitoide es un término genérico para una categoría diversa de rocas ígneas de grano grueso que consisten predominantemente en cuarzo, plagioclasa y feldespato alcalino. Los granitoides van desde tonalitas ricas en plagioclasa hasta sienitas ricas en álcali y desde monzonitas pobres en cuarzo hasta cuarzolitas ricas en cuarzo. Como solo dos de los tres grupos minerales definidores (cuarzo, plagioclasa y feldespato alcalino) deben estar presentes para que la roca se llame granitoide, las rocas que contienen feldespatoide, que contienen predominantemente feldespatos pero no cuarzo, también son granitoides. Los términos granito y roca granítica a menudo se usan indistintamente para granitoides; sin embargo, el granito es solo un tipo particular de granitoide.

## Generalizaciones

Ilustración de colisión continental como resultado de la convergencia

Hay varias generalizaciones que se aplican a la mayoría de los granitoides. Por lo general, los granitoides ocurren donde la orogenia engrosa la corteza continental, ya sea por subducción que produce un arco continental o por convergencia que produce colisiones continentales. Generalmente, la evolución a magmas granitoides requiere una perturbación térmica para ascender a través de la corteza continental. La mayoría de los granitoides se generan a partir de la anatexis de la corteza, sin embargo, el manto puede aportar tanto calor como material. Los granitoides pueden ocurrir simultáneamente con rocas volcánicas que tienen una composición química equivalente (granitos-riolitas, sienita-traquita, dacita-granodiorita, etc.), sin embargo, estas rocas extrusivas a menudo se erosionan, por lo que solo afloran las rocas plutónicas. Los granitoides se pueden formar en todos los ambientes tectónicos.
Existen numerosas excepciones a estas generalizaciones. Por ejemplo, los granitoides pueden formarse en ambientes anorogénicos, una roca fuente granitoide puede ser del manto (por ejemplo, puntos calientes intraplaca) y el mecanismo de fusión puede ser el calor de la corteza radiogénica.